# Me and a Gun
«Me and a Gun» —en españolː Yo y un arma— es una canción de la cantante, pianista y compositora estadounidense Tori Amos. Escrita por Amos y  producida por Eric Rosse, fue publicado el 21 de octubre de 1991 por Atlantic Records, fue el primer sencillo encargado de promocionar Little Earthquakes, su álbum debut.

## Historia
El tema fue el último en ser escrito y grabado durante las sesiones de Litte Earthquakes. Narra un fallido intento de violación real sufrido por la cantante cuando tenía 21 años en la ciudad de Los Ángeles. Años más tarde, en Londres, Amos vio la película Thelma and Louise y se agitó. En el camino a un espectáculo escribió la canción en su cabeza. Esa noche, ella interpretó la canción a cappella.
Tori Amos explica la experiencia: 

«Nunca más hablaré acerca de esto a este nivel nuevamente, pero permíteme preguntarte. ¿Porqué sobreviví ese tipo aquella noche, mientras otras mujeres no?
¿Cómo es que estoy viva para contarlo siendo que estaba lista para ser rebanada? En la canción yo digo fui “yo y una pistola” pero no era una pistola. Era un cuchillo lo que él tenía. Y la idea era llevarme ante sus amigos y cortarme, y se mantuvo diciéndomelo por horas. De no ser porque necesito de más drogas yo hubiese sido una más en los boletines de noticias, en los cuales ves a los padres dolientes por su hija.
Y yo estaba cantando himnos, tal cual lo digo en la canción, porque él me lo pidió. Yo cantaba para mantenerme viva. Sin embargo sobreviví aquella tortura, la cual me dejo orinándome entera y paralizada por años. De eso fue lo que se trató aquella noche, mutilación, más que una violación sexual.
Y yo realmente lo sentí como si hubiese sido sicológicamente mutilada aquella noche y ahora me encuentro tratando de recordarlo nuevamente. A través del amor, no del odio. Y a través de mi música. Mi fortaleza se ha abierto nuevamente, a la vida, y mi victoria es el hecho de que, a pesar de todo, mantuve viva mi vulnerabilidad».
Aparte de no haber sido grabado un vídeo musical para ser promocionado, la canción no tuvo una buena recepción como sencillo. De hecho la pista no era el lado A de su propio sencillo. «Silent All These Years», otro de los temas del álbum, fue la primera canción del sencillo, mientras que «Me and a Gun» apareció como la pista número 3 (también como lado-B en su versión "7). «Silent All These Years» es una canción más accesible, por lo que las radios comenzaron a tocarla de manera más seguida que «Me and a Gun». En última instancia, el sencillo fue relanzado con un embalaje y arte de tapa casi idéntico, pero renombrado «Silent All These Years».
Amos se hizo el hábito de tocar el tema en directo se manera seguida. En 1994 la DC Rape Crisis Center otorgó a Amos el premio Visionary por la canción y la cocreación de la Red Nacional contra el Abuso y el Incesto (Rape, Abuse & Incest National Network “RAINN"). Finalmente, dejó de cantar la canción en vivo en diciembre de 2001 y no volvió a interpretarla hasta septiembre de 2007 (con la excepción de una actuación en  Estambul en agosto de 2005).

## Últimas apariciones
- Un VHS también llamado Little Earthquakes y publicado en 1992, contenía videos musicales y actuaciones en directo, que incluyó «Me and a Gun» interpretada por Amos en los MTV Asia.
- Amos interpretó la canción en el vídeo Tori Amos: Love from New York, grabado en 1997 para recaudar fondos para la RAINN.
- En 1996 mientras se presentaba en su concienrto MTV Unplugged, "Me and a Gun" fue cortado de la emisión final del programa. Clips de esta actuación surgieron en el especial de MTV Hips, Lips y Genderbenders: MTV's History of Sex.[3]
- Durante 1997, un CD llamado Tori Amos the benefit for RAINN (Atlantic #PRCD 6995-2) fue dado durante varias promociones con el fin de recaudar dinero para RAINN. Una versión de audio de la versión del concierto en vivo anterior fue lanzado en este CD de dos pistas. (La otra pista era la versión del álbum de «Putting the Damage On», perteneciente a Boys for Pele).
- En 1999, la canción fue incluida en un compilado de MTV llamado Fight for Your Rights: Take a Stand Against Violence.
- En 2003 fue incluida en el álbum compilatorio de Amos Tales of a librarian.
- El 6 de noviembre de 2007, durante un concierto en Chicago en su gira ADP Tour, Amos interpretó el tema con su banda de apoyo, utilizando un cuchillo y una pistola como accesorios. Fue la primera vez que la canción fue cantada con algún tipo de instrumentación.[4]
- El 12 y 17 de noviembre de 2011, Amos interpretó la canción en los cuatro conciertos que realizó en Sudáfrica.[5]

## Lista de canciones
Sencillo en CD y vinilo de 12"
1. «Silent All These Years» – 4:11
2. «Upside Down» – 4:22
3. «Me and a Gun» – 3:42
4. «Thoughts» – 2:36

Los temas 1 & 3 aparecen en el álbum. El tema número 2 también aparecería posteriormente en el sencillo «Winter».
Vinilo de 7"
1. «Silent All These Years» – 4:11
2. «Me and a Gun» – 3:42